# HSMM
HSMM (от англ. High-speed multimedia radio) — технология создания высокоскоростных беспроводных MESH-сетей передачи данных TCP/IP на выделенных радиолюбительских частотах с использованием покупного оборудования, прежде всего Wi-Fi-роутеров стандарта 802.11. Такое возможно благодаря тому, что во многих странах нелицензируемые частотные Wi-Fi диапазоны частично перекрываются с радиолюбительскими и ISM-диапазонами. Подобные сети доступны только зарегистрированным радиолюбителям, поскольку лишь они могут по правилам использовать усилители и антенны с высоким коэффициентом усиления на любительских радиочастотах для увеличения мощности и зоны покрытия сигналов Wi-Fi. Такие сети могут использоваться как для экстренной связи при ликвидации последствий стихийных бедствий, так и для повседневной радиолюбительской связи (хобби/общения).

## Частоты
Основными диапазонами, используемыми для HSMM-сетей, являются: 900 МГц (33 см), 2,4 ГГц (13 см), 3,4 ГГц (9 см) и 5,8 ГГц (5 см).

## Прошивки
Одним из популярных способов получения доступа к любительским частотам, является модификация роутеров с помощью пользовательских прошивок. Такие прошивки свободно распространяются в Интернете в рамках таких проектов, как DD-WRT и OpenWrt. Популярным роутером, который часто перепрошивается, является Linksys WRT54GL из-за широкой доступности как самих роутеров, так и прошивок для них, однако, изменение частот на Linksys затруднено из-за закрытых драйверов.